# The Nature Conservancy

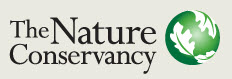
Logo

The Nature Conservancy is een Amerikaanse natuurbeschermingsorganisatie. De organisatie werd in 1951 opgericht en is tegenwoordig actief in meer dan 35 landen en in alle staten van de Verenigde Staten. The Nature Conservancy telt meer dan 1 miljoen leden. Wereldwijd heeft ze al meer dan 48 miljoen hectare land en rivieren beschermd. Wat betreft eigendommen en omzet is The Nature Conservancy, een non-profit, de grootste natuurvereniging in het westelijk halfrond.
The Nature Conservancy wordt weleens bekritiseerd, onder andere door milieuorganisaties en -activisten, om haar nauwe banden met industriëlen en grote bedrijven. Zo zetelen er bedrijfsleiders van oliebedrijven, autobouwers en dergelijke in de raad van bestuur van de Conservancy. Ook stelt de organisatie haar land gemakkelijk open voor ontginning - iets wat volgens sommigen fundamenteel ingaat tegen de missie van de organisatie. Doordat The Nature Conservancy heel erg afhankelijk is van financiële steun van grote bedrijven, waaronder "Big Oil"-bedrijven, is ze bovendien soms helemaal niet kritisch ten opzichte van plannen die andere milieuorganisatie veroordelen wegens te milieuonvriendelijk.
De organisatie samen met het World Wide Fund for Nature het systeem van mariene ecoregio's van de wereld vastgesteld.